# Глибокодолинська сільська рада
Глибокодолинська сільська́ ра́да — орган місцевого самоврядування в Демидівському районі Рівненської області, що існував з 25 грудня 1992 року по 29 жовтня 2017 року. Адміністративний центр — село Глибока Долина.
Ліквідована внаслідок об'єднання в Демидівську ОТГ.

## Загальні відомості
Глибокодолинська сільська рада утворена в 1992 році в результаті відокремлення від Рогізненської сільської ради. Першим головою був обраний Рачинський Анатолій Петрович.
У 2000 році колгосп «Колос» розформувався і з цього господарства утворилося СФГ «Олеся». У цьому ж році господарство було передано у приватну власність і на його базі створено ПСП «Долина». Серед вихідців із села є кандидати сільськогосподарських наук: Кучма Микола Дмитрович, Сопіга Ярослав Іванович та Рачинський Анатолій Петрович. На території сільської ради функціонували загальноосвітня школа, фельдшерсько-акушерський пункт, публічно-шкільна бібліотека, сільський клуб, відділення зв’язку, культурно-дозвіллєвий комплекс.
Населення на 01.01.2014 р. становило 377 жителів. 168 чол. – пенсіонери, 71 чол. – діти і молодь до18 років, 138 чол. – населення працездатного віку.
- Територія ради: 18,192 км²
- Населення ради: 436 осіб (станом на 2001 рік)
- Середня щільність населення: 31,14 осіб/км²

## Населені пункти
Сільській раді підпорядковані населені пункти:
| № | Назва          | Тип  | Рік заснування | Площа км² | Населення (2001), ос. |
| - | -------------- | ---- | -------------- | --------- | --------------------- |
| 1 | Глибока Долина | село | 1856           | 14,985    | 314                   |
| 2 | Копань         | село | 1896           | 3,207     | 122                   |

## Склад ради
Рада складається з 12 депутатів та голови.
- Голова ради: Гривіцька Марія Олександрівна (в.о.)
- Секретар ради: Гривіцька Марія Олександрівна

### Керівний склад попередніх скликань
| ПІБ                        | Основні відомості                                                          | Дата обрання | Дата звільнення |
| -------------------------- | -------------------------------------------------------------------------- | ------------ | --------------- |
| Шелест Петро Володимирович | Сільський голова, 1976 року народження, член Соціалістичної партії України | 26.03.2006   | 31.10.2010      |
| Шалест Петро Володимирович | Сільський голова, 1976 року народження, освіта вища, безпартійний          | 31.10.2010   |                 |

Примітка: таблиця складена за даними сайту Верховної Ради України

### Депутати
За результатами місцевих виборів 2010 року депутатами ради стали:

#### За суб'єктами висування
| Суб'єкт висування                                       | Кількість обраних депутатів | %    |
| ------------------------------------------------------- | --------------------------- | ---- |
| Народна партія                                          | 4                           | 33,3 |
| Політична партія Всеукраїнське об'єднання «Батьківщина» | 4                           | 33,3 |
| Партія регіонів                                         | 2                           | 16,7 |
| Самовисування                                           | 2                           | 16,7 |

#### За округами
| № округу                                                | Прізвище, ім'я, по батькові       | Дата визнання обраним | Освіта                    | Партійна приналежність                        | Відомості про обраного депутата                           |
| ------------------------------------------------------- | --------------------------------- | --------------------- | ------------------------- | --------------------------------------------- | --------------------------------------------------------- |
| Народна Партія                                          |                                   |                       |                           |                                               |                                                           |
| 1                                                       | Рачинський Олександр Анатолійович | 01.11.2010            | Освіта середня            | член Народної партії                          | ПП «Експрес — сервіс», водій                              |
| 3                                                       | Ярощук Віктор Юрійович            | 01.11.2010            | Освіта середня            | позапартійний                                 | ПСП «Долина», тракторист                                  |
| 6                                                       | Гривіцька Марія Улянівна          | 01.11.2010            | Освіта середня            | член Народної партії                          | Поштове відділення с. Глибока Долина, начальник           |
| 10                                                      | Марушкевич Марія Василівна        | 01.11.2010            | Освіта середня            | член Народної партії                          | пенсіонер                                                 |
| Партія регіонів                                         |                                   |                       |                           |                                               |                                                           |
| 2                                                       | Рачинська Галина Павлівна         | 01.11.2010            | Освіта вища               | член Партії регіонів                          | Глибокодолинська сільська рада, бухгалтер                 |
| 5                                                       | Сопіга Іван Дмитрович             | 01.11.2010            | Освіта середня спеціальна | член Партії регіонів                          | тимчасово не працює                                       |
| Політична партія Всеукраїнське об'єднання «Батьківщина» |                                   |                       |                           |                                               |                                                           |
| 4                                                       | Коритнюк Ольга Яремівна           | 01.11.2010            | Освіта середня спеціальна | член Всеукраїнського об'єднання «Батьківщина» | Глибокодолинська публічно-шкільна бібліотека, завідувачка |
| 9                                                       | Купрінець Юрій Анатолійович       | 01.11.2010            | Освіта середня спеціальна | член Всеукраїнського об'єднання «Батьківщина» | тимчасово не працює                                       |
| 11                                                      | Пограничний Олександр Петрович    | 01.11.2010            | Освіта середня            | член Всеукраїнського об'єднання «Батьківщина» | тимчасово не працює                                       |
| 12                                                      | Тимощук Валентина Петрівна        | 01.11.2010            | Освіта середня            | член Всеукраїнського об'єднання «Батьківщина» | тимчасово не працює                                       |
| Самовисування                                           |                                   |                       |                           |                                               |                                                           |
| 7                                                       | Грибок Василь Петрович            | 01.11.2010            | Освіта вища               | позапартійний                                 | Кременецький педагогічний інститут, студент               |
| 8                                                       | Гривіцька Марія Олександрівна     | 01.11.2010            | Освіта середня спеціальна | позапартійна                                  | Глибокодолинська сільська рада, секретар                  |

## Господарська діяльність
Основним видом господарської діяльності населених пунктів сільської ради є сільськогосподарське виробництво.

## Населення
За переписом населення України 2001 року в сільській раді мешкали 432 особи.

### Мова
Розподіл населення за рідною мовою за даними перепису 2001 року:
| Мова       | Відсоток |
| ---------- | -------- |
| українська | 98,85 %  |
| російська  | 1,15 %   |